# 水部司
水部司，中国古代官署名。隋朝始置，为工部所属四司之一。司的长官，隋初称为侍郎，以员外郎为佐官。隋炀帝时改为郎与承务郎各一人。唐制以郎中、员外郎为正副长官。水部郎中一人，从五品上；员外郎一人，从六品上，掌渡口、船舻、桥梁、堤堰、沟滩、渔捕、运漕等事宜。所属有主事二人、令史四人、书令史九人、掌固四人。宋初水部司置判司事一人，以无职事朝官充任，凡川渎、陂池、沟洫、河渠的政令，先是掌于三司河渠案，后来领于都水监，本司无职掌。元丰改制，始以郎中、员外郎管理本司事务。司内分六案，置吏十三人。南宋时都水监并入水部司。金元六部不分司，故无水部司。明清改都水清吏司。